# 天弓一型防空飛彈
天弓一型防空飛彈是由中華民國國家中山科學研究院研發的防空飛彈，為天弓飛彈系列第一型研發成功的武器；中華民國國軍用以防衛從空中侵犯的敵軍，為當時世界上第三套配備相位陣列雷達的陸基型長程防空飛彈系統，具有遠程接戰、全空域、全天候作戰能力。

## 簡介
目前天弓一、二型共佈署2個防空飛彈營，陣地皆為固定式飛彈陣地，基地採地窖與飛彈發射車方式部屬，機動性較差，抗炸能力高。
其搜索雷達為美國RCA開發之長白相位陣列雷達，長白雷達長33.58米，寬10.67米，高53.21米，對高度20,000米的目標跟蹤距離高達450公里，對目標的探測能力高於愛國者和S-300的相控陣雷達，整個天線陣面由5,632個移相器收發單元構成，可覆蓋方位120度、高低70度的範圍，波束可在瞬間改變在空間的位置，有利於同時跟蹤上百個單位，並導引攻擊其中24個目標。此外，長白雷達還具有頻率捷變能力，可在受到干擾時自動轉換工作頻率。指揮系統則由中山科學研究院研發。

## 發展歷史
冷戰時期，中華民國配備的長程防空飛彈為1958年八二三炮戰後由美國軍援的勝利女神-力士防空飛彈，該型飛彈在美軍中因各種因素在1970年代末期已大致退役，僅剩國外盟邦使用。但勝利女神飛彈不但發射整備時間長、發射組需大量人力、技術亦已過時，國軍當時也在找尋後繼品。但是在1970年代末至1980年代初，西方國家除美國外並沒有其他先進國家開發長程區域防空飛彈，初期型愛國者飛彈一開始只是作為鷹式飛彈後繼裝備設計，射程只有70公里；除非求助蘇聯，否則當時西方國家中根本沒有可用的長程區域防空飛彈。即使想採購愛國者，在中華人民共和國與美國建交初期的蜜月期，美國政府也沒有意願讓中華民國買到最新銳的防空飛彈。因此中科院在黃孝宗擔任院長領導下，著手開發新一代長程防空飛彈。
當時存在同樣問題的不只有中華民國，以色列亦深受其擾，最後以方的解決途徑是在1986年和美國合作開發箭式防空飛彈，不過美國技術轉移給以方製造的是更新穎的主動相位陣列雷達，某種意義來說也算是殊途同歸。
中山科學研究院內早期負責天弓飛彈的單位為第二研究所（飛彈所），而當時的二所研發主攻為沖壓發動機，當1979年天弓研發計畫剛啟動時，二所並沒有意識到此計畫將會是整套的防空飛彈系統，因為即使是當時的所長唐君鉑也僅指示「先作沖壓發動機，爾後再作超性能防空飛彈」。實際推動天弓飛彈最力者則是參謀本部的高層意志，在1980年3月3日的院務會議由當時的參謀總長宋長志決定當時執行的天弓、天馬計畫中由天弓計畫優先，並發展成防空飛彈武器系統，民國71年度所列預算應以滿足天弓計畫為原則。
然而當時中科院高層對研發整套防空系統仍有疑慮，二所所長劉元發甚至私下與陳傳鎬爭執，希望由雷神或是馬丁公司協助開發，最後宋長志在院內簡報時不惜下重話表示如果不認真執行，那中科院就只有換人（撤換高層）；在高層將天弓專案主持人由二所副所長茅奇駿更換為黃孝宗後，天弓飛彈在開發上才逐漸步上軌道。

## 衍生型

### 天弓一型
在1979年計畫啟動時，天弓案分成兩個開發項目：
- 天弓甲型：採用沖壓發動機作為推力，開發期程預估7年，1984年更名為天弓二型
- 天弓乙型：備案，採用固體火箭馬達作為推力，開發期程預估4年，1984年更名為天弓一型

天弓甲型最初打算開發一款整合推進火箭與沖壓發動機的飛彈載具，但是在技術門檻未能突破且多次試射失敗後；將沖壓發動機用於防空飛彈的後續計劃凍結，因此天弓飛彈的後續技術體系為天弓乙型衍生開發，而沖壓發動機則改行成為雄風三型反艦飛彈的技術儲備來源。
天弓一型飛彈為一半主動導引之中長程地對空防空飛彈，有效射程約100公里。雖然詹氏資訊集團等國外公開研究單位初期認定天弓飛彈有大量參考鷹式飛彈氣動資料研發，且中科院獲得美國轉移至少85%的愛國者飛彈技術後，外型重新設計而外觀轉而變得類似美製愛國者飛彈，但沒有獲得美國轉移飛彈自主追蹤（Track Via Missile，TVM）導引系統，因此技術上較為落後；因此中華人民共和國早期的公開資料甚至講說天弓一型只是鷹式的複製品，射程只有30-40公里，而天弓二型則是複製勝利女神力士，射程則為100公里。
然而，就後續公布的回憶錄則顯示西方媒體的判斷有誤；陳傳鎬則回憶早在1981年中科院便致函給雷神公司希望協助開發防空飛彈，但實際上未曾履行，天弓一型飛彈本體開發上全由中科院獨自完成，外型參考SA-6導彈與愛國者飛彈，飛彈導引採雙重尋標器設計強化抗電子干擾能力，彈頭設計採與雄風一型反艦飛彈同等重量加強飛彈單發殺傷率；不過搜索雷達方面因天弓計畫室在開發初期便力排眾議強調非相位陣列雷達不可，最後在1983年決定和開發AN/SPY-1 3D相位陣列雷達的RCA合作引進技術，成為後來的長白相位陣列雷達，並由中科院第三研究所（電子所）負責。
天弓一型的半主動導引尋標器及紅外線尋標器全備彈均於1986年完成測試，並於同年7月實施先導量產，1986年12月15日首批飛彈出廠命名為「中正100天弓一型」，1986年12月22日成軍；天弓一型飛彈彈體個別儲存於飛彈箱中，以4枚飛彈置於牽引式發射車為一發射單位。初期天弓飛彈既無搜索雷達或指揮系統，全靠修改鷹式飛彈照明雷達的「天合介面」導引；而長白雷達在開發過程確實遭遇許多技術問題，雖然1987年執行「僑泰演習」公布了初期構型，但經過修改後到1989年9月25日才正式移交給中華民國陸軍，而全功能的天弓防空飛彈連則要到1993年甫正式服役。
標準的天弓飛彈連會有以下戰具：
1台長白雷達、2台照明雷達、10台天弓飛彈發射車。
天弓一型飛彈在發射之後，初期透過慣性導航等方式朝目標飛行，末端則交由中科院研發的CS/MPG-25照明雷達進行末端歸向。天弓一型因具備慣性導引不須如同勝利女神飛彈、標準一型飛彈讓照明雷達全程全時導引，因此具備有限度的多目標接戰效能。天弓飛彈的外型雖與愛國者飛彈類似，然整套系統更類同於美國標準二型飛彈：從長白雷達、分時照明導引模式、紅外線/雷達雙尋標器的引入，都與標準飛彈家族雷同。